# Beichlingscher Ordenstaler
Der Beichlingsche Ordenstaler oder Beichling-Taler ist ein sächsisch-polnischer Bankotaler des sächsischen Kurfürsten und polnischen Königs August des Starken (1694–1733) mit der Jahreszahl 1702. Dem Königlich Polnischen und Kurfürstlich Sächsischen Großkanzler Wolf Dietrich Graf von Beichlingen, der die Prägung zu verantworten hatte, wurde unterstellt, er habe auf diesem Taler das von ihm selbst getragene Ordenskreuz und Ordensband des dänischen Dannebrogordens anstatt der Collane des Elefanten-Ordens, das dem König verliehen wurde, aufprägen lassen.

## Münzbeschreibung

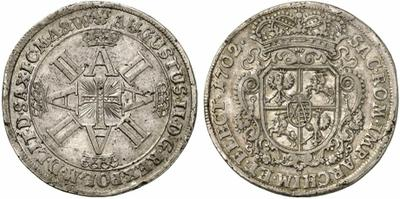
Beichlingscher Ordenstaler von 1702, aus der Münzstätte Leipzig

Der 1702 geprägte Beichlingsche Ordenstaler (Gewicht ca. 27,5 Gramm, Durchmesser 42 Millimeter, Silber) ist ein nach dem Burgundischen Münzfuß geprägter Bankotaler des sächsischen Kurfürsten und polnischen Königs August des Starken. Die Münze wurde ohne Münzmeisterzeichen in der von Otto dem Reichen Markgraf von Meißen (1156–1190) gegründeten Münzstätte Leipzig geprägt. Münzmeister in Leipzig war in dieser Zeit Ernst Peter Hecht. Die nach dem Burgundischen Münzfuß geprägten Ordenstaler sind etwas leichter als die nach dem Reichsmünzfuß geprägten Reichstaler. Es sind geringerhaltige kursächsische Taler, aber auch normale polnische Taler. In der polnischen Numismatik werden sie deshalb als polnische Münzen erfasst. Den Urhebern gab dieser doppelte Charakter die erforderliche Sicherheit für die Herausgabe dieser Talermünzen.

### Vorderseite
Die Vorderseite zeigt ein gekröntes, ins Viereck gesetzte A für August mit der römischen Zahl II, das ein Ordenskreuz in der Mitte umschließt.
Die Umschrift lautet: AUGUSTUS. II. D(ei). G(ratia). REX. POL(oniarum). M(agnus). D(ux). LIT(huaniae). D(ux). SAX(oniae). I(uliaci). C(liviae). M(ontium). A(ngariae). & W(estphaliae).
Übersetzung: August II. von Gottes Gnaden, König von Polen und Großherzog von Litauen, Herzog von Sachsen, Jülich, Kleve, Berg, Engern und Westfalen – Die Fortsetzung der Umschrift steht auf der Rückseite.

### Rückseite
Die Rückseite zeigt ein viergeteiltes gekröntes Wappen jeweils von Polen und Litauen mit kursächsischem Herzschild.
– Fortsetzung der Umschrift der Vorderseite: SAC(ri). ROM(ani). IMP(erii). ARCHIM(arschallus). ET. ELECT(or). 1702
Übersetzung: – des Heiligen Römischen Reiches Erzmarschall und Kurfürst.

## Münzgeschichte
Im Jahr 1702 wurden dreierlei im Münzbild verschiedene Bankotalertypen in der Leipziger Münze geprägt. Für die Ausgabe war der Königlich Polnische und Kurfürstlich Sächsische Großkanzler und Geheime Rat Wolf Dietrich Graf von Beichlingen verantwortlich. Auf einem der drei Talertypen war nur das Ordenskreuz, aber nicht der dem König verliehene Dänische Elefantenorden dargestellt.
Beichlingen wurde unterstellt, dieses Kreuz sei das Ordenskreuz des Dänischen Danebrogordens, dessen Ritter er war, und der Taler eine Beleidigung des Königs. Beichlingen, dem auch die Verantwortung für die Ausprägung der minderwertigen Roten Seufzer zugeschoben wurde, fiel in Ungnade. Die Prägung des Beichlingtalers „und mehrere andere ihm beygemessenen Staatsverbrechen“ hatten den Sturz des Großkanzlers zur Folge. 
Die Prägung der sächsisch-polnischen Bankotaler wurde noch im Jahr ihrer Ausgabe eingestellt. Der Taler erhielt von Sammlern die Bezeichnung Beichlingscher Ordenstaler oder Beichlingtaler.

### Köhlers historische Erklärung (1740/1745)

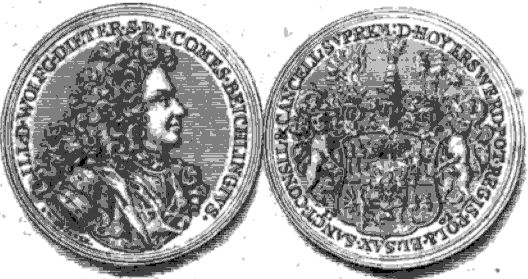
„Medaille des gefallenen […] Grafen von Beichlingen von A. 1702“ – aus Köhlers Münzbelustigung mit Bezug zum Beichlingschen Ordenstaler. (Medailleur J. W. Höckner, Münzstätte Dresden, auch mit Randgravur: "WIE WERDEN SIE SO PLÖTZLICH ZUNICHTE Ps.73.19 Ao 1704")

In Johann David Köhlers „Historischer Münzbelustigung“ (1740) ist eine „sehr rare Medaille des gefallenen Churfürstl. Sächsischen Obrist-Cantzler Wolfgang Dietrichs Graf von Beichlingen von A. 1702“ mit Bezug zum Beichlingschen Ordenstaler erläutert:

#### Beschuldigung und Verhaftung Beichlingens
„Der Fall dieses grossen Sächsischen Ministers geschah A. 1703. da denselben der König von Pohlen und Churfürst von Sachsen, Friedrich August […] im April zu Marienburg in Preussen ohnversehens zur Nacht aus dem Bette […] durch den General Major Lagnasco und Hoffrath Winckwitz, in Verhafft nehmen und nach Sachsen auf den Königstein führen ließ. Die Ursachen dieser Ungnade“, so der Gelehrte „wurde hierauf in einem zu Dresden den 29. Oct. gegebenen […] öffentlich angeschlagenen Patent […] gebracht […].“ Unter Punkt 5. und 6. von insgesamt 13 Punkten der Beschuldigungen heißt es:
„Habe er sich […] angemasset, […] unter des Königs Namen ausgeprägte Müntz das Danebrogger Ordens-Band und Creutz zu setzen, theils auch über das vom Kayser ihm verliehene Wappen einen Fürstenhuth auf zusetzen.“ 
„Es ist aber nur das Creutz“, so Köhlers Anmerkung dazu, „aber nicht mit dem Band zusehen.“ 
Der Graf habe auch „bey Ausmüntzung der rothen Sechser, von welchen der König […] nur ein gewisses Quantum zu münzen verwilligt, das selbe, wieder des Königs Wissen und Willen, biß an sechs Tonnen Goldes gesteigert.“

#### Beichlingens Verteidigung
„Weil D. Kundmann […] auch des Gräfl. Beichlingschen Thalers gedencket“, so der Gelehrte 1745 in einem weiteren Teil seiner Historischen Münzbelustigung, „mir aber von dieses gefallenen Churfürstl. Sächsischen Groß-Cantzlers Apologia [Verteidigung] zu Handen kommen ist, […] so wolle der G. L. [geneigte Leser] daraus dessen eigene Verantwortung gegen diese […] Beschuldigung vernehmen:“
„XI. Gravamen [Beschwerde]: Daß ich auf eine gewieße unter Ew. Königl. Maj. höchsten Namen ausgegebene Müntze das Danebrogs Ordens-Band und Creutz gesetzet, […] ist falsch […]. Daß […] auf diesen Thaler des Danebrogs Ordens-Band gesetzet sey, eine offene Faussete [Lüge], in dem solches darauf nirgends zu finden [ist]. Was aber […] das Creutz anbelangt, so gehöret solches sowohl zum Elephanten als Danebrogs-Orden, […]. […] Wobey nicht zu übergehen, daß […] das Creutz auf [meiner] Brust“, so Beichlingen, „keine  […] Diamanten hat, die doch auf dem Thaler zusehen [sind]. Ja es läuft damit entweder auf eine öffentliche Malice [Bosheit], oder große Ignorance [Ignoranz] hinaus […].“
„Hier kann der G. L. leicht urtheilen“, so Köhlers Anmerkung, „was er auch nunmehro von dem beruffenen Beichlingischen Thaler zu urtheilen hat. Jedoch behält dieser deswegen einen großen Vorzug […], weil jener doch als ein würckliches Corpus delicti öffentlich erkläret worden; […].“